# 十連寺
十連寺（じゅうれんじ）は、埼玉県上尾市にある浄土宗の寺院。

## 歴史
1396年（応永3年）、念誉によって開山された。1613年（慶長18年）、大御所徳川家康は鷹狩の途上、当寺に立ち寄った。家康は住職に当寺の名前を尋ねたところ、「小庵ゆえ、名はありません。」と回答した。そこで家康は軒先に菜が十連干されているのを見て、「干菜（ほしな）山十連寺」と命名した。以降、「神君家康公ゆかりの寺」ということで、三つ葉葵を寺紋とすることが許されている。
墓地には、徳川家の家臣柴田康忠・康長父子の墓がある。

## 文化財
- 慶安の禁札（上尾市指定文化財 昭和36年1月21日指定）[3]
- 十連寺板石塔婆（上尾市指定文化財 昭和55年3月31日指定）[3]
- 十連寺徳本行者六字名号供養塔（上尾市指定文化財 平成24年3月22日指定）[3]

## 交通アクセス
- 路線バス市民体育館前停留所より徒歩7分。